# Ałan Chugajew (ur. 1989)
Ałan Anatoljewicz Chugajew, ros. Алан Анатольевич Хугаев (ur. 27 kwietnia 1989 we Władykaukazie) – rosyjski zapaśnik, mistrz olimpijski i wicemistrz Europy.
Największym jego sukcesem jest złoty medal igrzysk olimpijskich w Londynie w kategorii 84 kg. Jest również wicemistrzem Europy z Dortmundu. Piąty na mistrzostwach świata w 2011. Mistrz uniwersjady w 2013. Czwarty w Pucharze Świata w 2011. Pierwszy na Światowych Igrzyskach Sportów Walki w 2013. Wicemistrz świata juniorów w 2009. Mistrz Rosji w 2012, drugi w 2011, 2013 i 2014 roku.

## Odznaczenia
- Order Przyjaźni (13 sierpnia 2012) – za wielki wkład w rozwój kultury fizycznej i sportu, wysokie osiągnięcia sportowe na zawodach XXX Olimpiady 2012 roku w mieście Londynie (Wielka Brytania)[4]